# 놀 마린

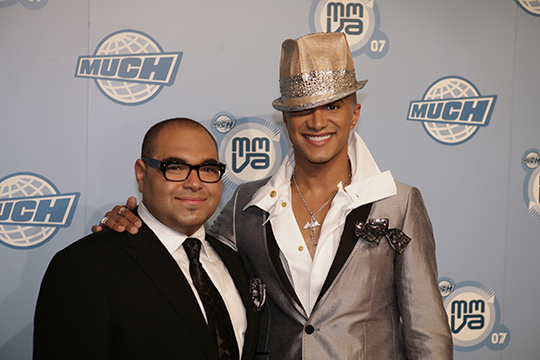
Nolé Marin (left) with Jay Manuel (right)

놀 마린(Nolé Marin)은 패션 산업에서 유명인사이다. 그는 모델들이 촬영에 들어가기 전, 헤어와 의상을 담당하는 스타일리스트이자 엘르 잡지의 구성을 담당한다. 최근에 그는 전 세계적으로 패션 및 엔터테인먼트를 담당하고 있는 런웨이 메거진의 패션 디렉터로 초청되었다.
그는 UPN의 인기 시리즈인 America's Next Top Model의 3과 4의 심사위원으로서도 유명하다. 심사위원으로 활동했을 당시, 그는 동료 심사위원이었던 Janice Dickinson과의 불화가 있기도 했다. 그들의 불화는 점점 심각해졌고, 결국 둘다 2005년도에 그 쇼에서 해고된다. 마린은 런웨이의 코치였던 J. Alexander와 패션 아이콘 Twiggy의 Dickinson으로 대체된다. 마린은 심사 패널로서 12th cycle로 복귀하고 세 번째 에피소드에서 훌륭한 객석 심사위원으로서 활약한다.
그는 엠프레스 미니라는 pomeranian의 애완동물이 있다. 그것은 America's Next Top Model에도 몇번 등장한 적이 있다.
마린은 Canada's Next Top Model 의 second cycle에 사진 작가로서 몇번 등장을 한 적도 있었다. third cycle에서 그는 시리즈의 고정 출연이 되었고, 매 에피소드에서 사진 촬영에 있어서 아트 디렉터로서 참여를 하였다.
그는 Tyra Banks와 Ashton Kutcher의 리얼리티 쇼인 True Beauty에서 심사위원이었다.
그는 두 번째 시즌에서 Carson Kressley로 대체되었다.
2010년 11월, 마린은 2007년도에 남성 모델을 성적으로 희롱한 죄로 기소되었다. 마린은 그 주장이 거짓이고 철저한 픽션이라고 공식적으로 주장했다.

## 참조
1. ↑  “보관된 사본”. 2008년 11월 9일에 원본 문서에서 보존된 문서. 2008년 11월 7일에 확인함.
2. ↑  True Beauty (TV series)
3. ↑  “'America's Next Top Mode”. 2010년 11월 13일에 원본 문서에서 보존된 문서. 2012년 11월 5일에 확인함.
4. ↑  Moss, Hilary (2010년 11월 9일). “Nole Marin Accused Of Sexually Harassing Male Model Nicholas Hammam-Howe”. 《Huffington Post》.